# Церква святого Миколая (Ростов-на-Дону)
Церква Святого Миколая (рос. Церковь Святого Николая) — парафіяльний православний храм, побудований у XIX столітті в Ростові-на-Дону. Стояв на Микільській вулиці (нині Соціалістичної) біля перехрестя з Нікольським провулком (нині Халтуринским). У 1930-х роках храм було знесено.

## Історія
1822 року на Нікольській вулиці Ростова-на-Дону було побудовано невеликий п'ятиглавий храм. Старостою церкви деякий час був ростовський купець Іван Федорович Нефедов (Михайлов), який жертвував на її облаштування свої кошти. У середині XIX століття було прийнято рішення розширити храм. Проект реконструкції виконав у 1854 році титулярний радник Ликов. 27 вересня 1856 року імператор затвердив проект, і почалися роботи з розширення храму. 1860 року роботи було завершено. Окрім головного престолу в ім'я Святого Миколая в храмі з'явилися престол Стрітення Господнього (правий) і престол Успіння Пресвятої Богородиці (лівий).
До основного об'єму, увінчаного п'ятиглавієм, прилягала трапезна з одноярусною дзвіницею. Всередині храм мав настінний розпис олійними фарбами. Святинями храму були ікони Спасителя і Святителя Миколи.
1895 року при храмі відкрилася церковно-приходська школа. Хор півчих Нікольської церкви був відомий не тільки в Ростові, але й за його межами. Він проіснував до 1912 року.
У 1927 році храм передали обновленцям. На початку 1930-х храм було закрито, а до 1936 року повністю знесено. На місці церкви було побудовано середню школу № 55.
2000 року на фасаді школи встановлено меморіальну дошку з текстом: «На цьому місці до 1931 року стояв храм в ім'я Святителя і Чудотворця Миколая, освячений в 1861 році. Дошку встановлено в рік 2000-ліття Різдва Христового».